# Poul Svendsen
Poul Verner Svendsen (Copenhague, 21 de abril de 1927-Frederiksværk, 2 de enero de 2024) fue un deportista danés que compitió en remo. Participó en los Juegos Olímpicos de Helsinki 1952, obteniendo una medalla de bronce en la prueba de dos con timonel.

## Palmarés internacional
| Juegos Olímpicos | Juegos Olímpicos     | Juegos Olímpicos  | Juegos Olímpicos |
| Año              | Lugar                | Medalla           | Prueba           |
| ---------------- | -------------------- | ----------------- | ---------------- |
| 1952             | Helsinki (Finlandia) | Medalla de bronce | Dos con timonel  |